# Álex Grimaldo
Artikeln följer den spanska namnseden; faderns efternamn är Grimaldo och moderns efternamn García.
Alejandro "Álex" Grimaldo García, född 20 september 1995, är en spansk fotbollsspelare som spelar för Bayer Leverkusen.

## Karriär
Den 29 december 2015 värvades Grimaldo av portugisiska Benfica. Sommaren 2023 värvades Grimaldo av tyska Bundesliga-klubben Bayer Leverkusen, där han skrev på ett fyraårskontrakt.